# Aéroport de Saratov
L'aéroport Tsentralni de Saratov (russe : Аэропорт Центральный) (code IATA : RTW • code OACI : UWSS) est un aéroport international desservant la ville de Saratov. C'est la plateforme aérienne principale de Saratov Airlines.

## Installations
Le gestionnaire de l'aéroport, « Airports of Regions » (en russe: Аэропорты регионов) démarre la construction d'un nouvel aéroport en janvier 2015, connu sous le nom d'aéroport Gagarine.

## Situation

### Carte des aéroports russes
| \| 50 km1:1 791 000 \| Koursk Abakan Anapa Pskov Arkhangelsk Astrakhan Barnaoul Belgorod Blagoveshchensk Bratsk Grozny Guelendjik Iakoutsk Iékaterinbourg Ijevsk Ioujno-Sakhalinsk Irkoutsk Kaliningrad Kazan Kemerovo Khabarovsk Khanty-Mansiïsk Krasnodar Krasnoïarsk Magadan Magnitogorsk Makhachkala Mineralnye Vody Mirny Moscou · SVO Moscou · DME Moscou-VKO Mourmansk Narian-Mar Nijnekamsk Nijnevartovsk Nijni Novgorod Noïabrsk Alykel Novokouznetsk Novossibirsk Novy Ourengoï Omsk Orenbourg Oufa Oulan-Oude Oulianovsk Perm Petropavlovsk-Kamtchatski Rostov · sur-le-Don Sabetta Saint-Pétersbourg Salekhard Samara Saratov Simferopol Sotchi Sourgout Stavropol Kyzyl Syktyvkar Tcheliabinsk Tchita Tioumen Tomsk Vladivostok Volgograd Voronej |
| 50 km1:1 791 000 |

## Compagnies aériennes et destinations
| Compagnies  | Destinations                                                                                                   |
| ----------- | --- |
| Aeroflot    | Moscou Chérémétiévo                                                                                            |
| Ellinair    | En saison : Thessalonique-Makedonía                                                                            |
| Pegas Fly   | Moscou Chérémétiévo, Saint-Pétersbourg-Poulkovo En saison : Simféropol, Sotchi-Adler Seasonl Charter : Antalya |
| RusLine     | En saison : Moscou-Vnoukovo, Sotchi-Adler                                                                      |
| S7 Airlines | Moscou-Domodédovo                                                                                              |
| Utair       | En saison Charter : Sourgout                                                                                   |

Mis à jour le 11/02/2020